# Fasciospongia coerulea
Fasciospongia coerulea är en svampdjursart som beskrevs av Jean Vacelet 1959. Fasciospongia coerulea ingår i släktet Fasciospongia och familjen Thorectidae. Inga underarter finns listade i Catalogue of Life.